# Рыскание

Рыскание самолёта, модель

Крен самолёта, модель

Тангаж самолёта, модель

Ры́скание — угловые движения летательного аппарата, судна, автомобиля относительно вертикальной оси (см. также вертикальная ось самолёта), а также небольшие изменения курса вправо или влево, свойственные судну. Для обозначения этого явления иногда используются также термины вертлявость, рыскливость и увальчивость.
Управляет этим вращением руль направления (англ. rudder). Один из трёх углов (крен, тангаж и рыскание), соответствующих трём углам Эйлера, которые задают поворотное положение летательного аппарата относительно его центра. Угол рыскания обозначается буквой ψ (пси).
В динамике полёта рыскание (вернее, угол рыскания) также означает угол поворота корпуса самолёта в горизонтальной плоскости, отсчитываемый от направления на север. Этот угол сходен с курсом, но отсчитывается строго в соответствии с выбранной системой координат. В традиции российской школы это означает отсчёт положительных углов против часовой стрелки, если смотреть сверху. Кроме того, обычный рассматриваемый диапазон углов рыскания — ±180°.
В парусном спорте причиной рыскания чаще всего являются люфты в рулевом устройстве, а также конструктивные дефекты. Люфты в рулевом управлении, как и конструктивные дефекты иногда удаётся устранить без помощи верфи. Конструктивные дефекты исправляются путём увеличением дифферента на корму и установкой дополнительных плавников.